# Араповка (Сурський район)
Араповка (рос. Араповка) — село в Сурському районі Ульяновської області Російської Федерації.
Населення становить 212 осіб. Входить до складу муніципального утворення Хмелевське сільське поселення.

## Історія
Від 2004 року входить до складу муніципального утворення Хмелевське сільське поселення.

## Населення
| 2010 |
| ---- |
| 212  |